# West Littleton
West Littleton är en by i civil parish Tormarton, i distriktet South Gloucestershire, i grevskapet Gloucestershire i England. Byn är belägen 8 km från Yate. West Littleton var en civil parish fram till 1935 när blev den en del av Tormarton. Civil parish hade 65 invånare år 1931.